# Alcázar de los Reyes Cristianos
Alcázar de los Reyes Cristianos (slovensko Alcazar krščanskih kraljev) je srednjeveški alcazar ob reki Guadalquivir v Córdobi, Španija.  Ime alcazar izvira iz arabske besede القصر [al-qasr] - palača. Alcazar je bil ena od prvih rezidenc Izabele I. Kastiljske in Ferdinanda II. Aragonskega.

## Zgodovina
V zgodnjem srednjem veku je na tem mestu stala vizigotska trdnjava. Ko je Vizigotsko kraljestvo leta 720 propadlo zaradi vdora arabske vojske iz severne Afrike, so emirji Omajadskega kalifata iz Damaska trdnjavo obnovili. Po padcu njihovega kalifata so preživeli člani Omajadske dinastije na čelu z Abd Al Rahmanom I.  pobegnili pred Abasidi v Córdobo. Njegovi nasledniki so leta  929 ustanovili od Abasidov neodvisni Kordovski kalifat in kordovski Alcazar uporabljali za svojo vladno palačo. Córdoba je v tistem času postala cvetoče politično in kulturno središče. Alcazar so razširili s kopališči in parki in zgradili največjo knjižnico v zahodni Evropi. Na Guadalquivirju so zgradili mline in vodna kolesa za namakanje obširnih parkov.
Leta 1236 je med rekonkvisto mesto osvojila krščanska vojska. Leta 1327 je Alfonz XI. Kastilijski na mestu stare trdnjave začel graditi sedanjo palačo, večji del mavrskega alcazarja pa je kot vojni plen razdelil škofu, plemičem in redovnikom kalatravskega reda. Palača ima mavrski videz, ker jo je Alfonz zgradil v domačem mudeharskem slogu. 
Med državljansko vojno med Henrikom IV. Kastiljskim in njegovim najstniškim polbratom Alfonzom so v alcazarju nadgradili fortifikacije, ki so lahko kljubovale topniškemu obstreljevanju. Istočasno je bil zgrajen tudi glavni obrambni stolp, ki je danes znan kot Inkvizicijski stolp.
Henrikova naslednika Izabela Kastiljska in njen mož Ferdinand Aragonski sta v Alcazarju ustanovila eno od prvih stalnih sodišč španske inkvizicije. Uporabljala sta ga tudi kot izhodišče za vojne pohode proti Nasridom iz Granade, zadnjemu mavrskemu kraljestu na Iberskem polotoku. Po letu 1482 ja Alcazar postal eden od glavnih sedežev inkvizicije. Večji del palače, vključno z mavrskim kopališčem, je pretvorila v ječe in prostore za zaslišanja in mučenja. Inkvizicijsko sodišče se je obdržalo cela tri stoletja. 
V Alcazarju je bil leta 1483 zaprt zadnji granadski vladar Mohamed XII. Granadski (Boabdil), dokler ni pristal, da bo Granada postala vazalna država. Boabdil je leta 1489 zavrnil predajo svojega kraljestva in s tem sprožil napad krščanske vojske. Izabeli in Ferdinandu je leta 1492 uspelo osvojiti Granado. Še isto leto sta monarha v Alcazarju sprejela  Krištofa Kolumba, ki se je pripravljal na plovbo proti Ameriki.
Alcazar je leta 1810 postal vojašnica Napoleonove vojske, leta 1821 pa ječa. Španska vlada ga je v 1950. letih preuredila  v spomenik in  turistično zanimivost. Leta 1984 ga je UNESCO vpisal na svoj seznam svetovne kulturne dediščine.

## Opis[4]
Palača je skoraj popoln kvadrat s površino 4.100 m2. Zgradil ga je kralj Alfonz XI. leta 1327, ker je želel v mesto vnesti nekaj evropske gotske arhitekture. Obzidje palače je imelo štiri stolpe, zdaj so samo še trije, ki so bili med seboj povezani  s promenado, zaščiteno s prsobrani. 

### Levji stolp
Severozahodni stolp je najstarejši stolp Alcazarja. Ima pravokotno obliko in dve nadstropji. Na vseh štirih zunanjih stenah so široki pasovi v almohadskem slogu. Na vrhu je terasa s strelnimi linami. V notranjosti so v obeh nadstropjih privlačni križni loki in podporni oboki. Ime je dobil po groteskno  oblikovanih odtočnih žlebovih na zgornjem nadstropju.

### Inkvizcijski stolp
Inkvizcijski stolp je okrogel stolp na vzhodnem vogalu Alcazarja. Zgrajen je iz klesanih kamnitih blokov, obrnjenih v različne smeri. Ima tri nadstropja in sobe z polkrožnimi  oboki.

### Glavni stolp
Glavni stolp je osmerokotne oblike. V njem so stanovalci prisegali, da bodo branili trdnjavo. V zgornjem nadstropju je sprejemna dvorana z lepim rebrastim obokanim stropom, ki ga podpirajo stebri z rastlinskimi motivi. Na manjšem stolpu s pokrito teraso je inkvizicija opravljala javne  usmrtitve. 

### Golobji stolp
Golobji stolp je porušen.

### Kopališče
Kopališče v mavrskem slogu je v kletnih prostorih in vredno ogleda. Zgradil ga je verjetno že Alfonz XI.. V prvem prostoru je garderoba, v naslednjih treh prostorih pa hladna, topla in vroča soba. Svetlobo in prezračevanje omogočajo strešna okna v skupinah po tri v obliki zvezde. Stene so iz zbite gline, na tleh je nekaj prvotnih marmornih plošč. 

### Mozaična dvorana
V dvorani, ki je bila nekoč kapela inkvizicije, so razstavljeni veličastni rimski mozaiki  iz 2. in 3. stoletju n. št.. Mozaike iz nekdanje bogate rimske vile so odkrili leta 1959  pod trgom Corredera.

### Mavrsko dvorišče
Pravokotno dvorišče, ki je lep primer mavrske arhitekture. 

### Vrtovi
Vrtovi okoli gradu merijo 5,5 hektarja in so prijetno mesto za sprehode. Zasajeni so z palmami, cipresami, oranževci in limonovci, med katerimi so kamnite fontane in veliki ribniki, ki so jih dodali v 19. stoletju. Voda zanje je nekoč pritekala po akvaduktu iz Siere Morene in Guadalquivirja, iz katerega jo je črpalo veliko vodno kolo Albolafia.